# Бранко Белић
Бранко Белић (Забрежје, 1. јануар 1948) српски је фотограф. Дугогодишњи је члан редакције недељника НИН. Добитник Награде за животно дело Удружења новинара Србије и Националног признања за врхунски допринос националној култури.

## Биографија
Рођен је у Забрежју, код Обреновца. Фотографијом је почео да се бави још у гимназији, и потом, по доласку на студије у Београд 1967. године, постаје и члан фото-клуба Рударско-геолошког факултета. Године 1968, прелази у фото-клуб „Београд“.
Године 1970, радио је као фоторепортер у листу “Политика експрес“, а током служења војног рока у листу „Војник“ је био задужен за фотографију. Од 1972. године постаје члан редакције НИН-а као фотограф, касније и уредник фотографије. У НИН-у је стицао искуство поред Томислава Петернека.
Фотографисао је готово све истакнуте личности из културе, науке и уметности. О његовом делу Момо Капор је написао: „И управо то осећање изузетне блискости са оним који фотографише и његовим објективом, чини основну драж ових фотографија на којима се одмарамо од боје, раскоши и обиља најразличитијих могућности, које се пружају пред нама. Бранко Белић их све одбацује и враћа фотографију на саме њене почетке од Дагера и Надара, до драматичне игре светла и тмине Жоржа де ла Тура, венчавајући на тај начин уметност сликарског портрета са фотографским.“
Након пензионисања живи у родном селу Забрежју.
У поплавама које су погодиле Обреновац у мају 2014. уништена је читава аналогна фото-архива сакупљана током 40 година рада, као и вредна опрема. У њој су се налазили и најпознатији портрети истакнутих личности српске културе, науке и уметности.

## Награде
- 2011. Награда за животно дело Удружења новинара Србије
- 2013. Национална награда за врхунски допринос култури Владе Србије

## Издања
Године 2011. објавио је капитално, тројезично издање под називом Лица, у којем је на више од 700 страна приказано 460 његових црно-белих фотографија, портрета истакнутих личности, пре свега писаца, сликара, вајара, академика, редитеља, џез музичара и др. Своје прилоге о уметничкој вредности Белићевих фотографија у публикацији су објавили: Мирко Ловрић, Матија Бећковић, Момо Капор, Драгивоје Срећковић, Стеван Станић, Ратко Божовић, Момчило Б. Ђорђевић, Јелица Роћеновић, Предраг Лазаревић, Горан Малић, Драган Јовановић, Глигор Чемерски, Јован Ћирилов, Пуриша Ђорђевић, Драшко Ређеп, Братислав Љубишић, Љубомир Ерић, Слободан Машић и Драгош Калајић. Промоције и презентације монографије Лица привукле су значајну медијску пажњу. Изложбе фотографија заједно са промоцијом монографије организоване су и у Културном центру Србије у Паризу.
Године 2015. објавио је монументалну двојезичну фотомонографију Ратко Вулановић на више од 370 страна и преко 300 фотографија радова овог данас, једног од најзначајнијих српских вајара. Своје прилоге о овом великом уметнику у публикацији су, поред осталих, објавили и: Петар Омчикус, Дејан Ђорић, Тимоти Џон Бајфорд, Братислав Браца Петковић, Будимир Дубак, Тодор Стевановић, Веселин Рајовић, Батић Бачевић, Олга Јеврић, Срето Бошњак, Зоран Маркуш, Миодраг Б. Протић, Маријана Гвозденовић, Гордана Милосављевић Стојановић.